# 聖書学校
聖書学校（せいしょがっこう, Bible college）とは、聖書学を教授する高等教育レベルの学校。神学校に類した教育機関で、教職者養成機関、信徒伝道者の養成学校、教団本部内の牧師養成学校という側面もある。聖書学院という名称も用いられている。日本の聖書学校では、いくつかは各種学校の認可を受けているものもある。

## 聖書学校の例
- 東京聖書学院, 柏木聖書学院（東洋宣教会、日本ホーリネス教団、日本ホーリネス教会淀橋教会、ホーリネス運動、東洋宣教会聖書学院、神田聖書学校と浅草伝道館）
- 東京聖書学校
- 中央福音伝道館聖書学校（日本ホーリネス教会）
- 中央聖書学校（中央聖書神学校）
- 福音伝道教団中央日本聖書学院（旧前橋聖書学寮、中央日本聖書学塾）
- ムーディー聖書学院（米国 福音派:ディスペンセーション主義）
- ダラス神学校（米国 福音派:ディスペンセーション主義）
- 北海道福音教会協議会（北海道福音伝道会）北海道聖書学院
- 日本福音同盟お茶の水聖書学院
- 日本伝道隊聖書学校（神戸聖書学校。現在、関西聖書神学校）
- エディンバラ聖書学校
- ベテル・バイブル・カレッジ
- クライスト・フォー・ザ・ネイションズ
- CFNJ聖書学院（クライスト・フォー・ザ・ネイションズ・ジャパン）
- シティハーベストチャーチ聖書学校
- コン・ヒー聖書学校
- 日本基督教団金城教会英語聖書学校
- 日本ナザレン教団熊本聖書学校
- ペンテコステ派ヒューストン聖書学校
- 芝和英聖書学校
- ノースフィールド聖書訓練学校
- 日本アライアンス教団聖書学校
- 保守バプテスト同盟仙台バプテスト神学校（超教派）（C-BTE Japanリソースセンター）
- フィラデルフィア聖書学校
- ロサンゼルスBIOLA聖書学院（現在の、バイオラ大学）
- ロサンゼルス聖書学校
- 聖書キリスト教会信徒聖書学校
- ギレアデ聖書学校 （エホバの証人・Jw.org・宣教者を訓練する学校）
- キルヒベルク・アン・デア・ヤクストキルヒベルク聖書学校
- 東京基督教大学（総合神学科）
- 日本伝道福音教団新潟聖書学院
- 日本伝道福音教団軽井沢聖書学院
- 大阪聖書学院
- 生駒聖書学院（聖霊派）
- 東京キリスト教学園共立女子聖書学院
- 西日本福音ルーテル教会神戸ルーテル聖書学院
- ルーテル教会カリフォルニア・ルーテル聖書学院
- 聖書神学舎（聖書宣教会）
- 平塚福音キリスト教会活水聖書学院（キリスト伝道隊）
- 東洋福音教会聖書学院
- 同盟聖書学院
- 中田神学校
- 基督聖協団聖書学院
- エルサレム聖書学院
- 希望の教会希望聖書学院（Hope Seminary、ホープ・バイブル・セミナリー）
- 東北聖書学院（現在の、ルーテル同胞聖書神学校）
- 福音聖書神学校 （福音派:ディスペンセーション主義）
- チャーチ・オブ・ゴッド川崎聖書学院
- 日本福音自由聖書学院
- 神学校羽鳥聖書学院
- 日本同盟基督教団同盟聖書学院
- 南ウェールズ聖書学院
- スオンジ聖書学院
- トピカ・ベテル聖書学院
- リッジランド聖書学院
- 基督兄弟団聖書学院
- ウェスレー聖書学院
- 福音交友会福音交友会聖書学院
- 京都福音教会 / 日本ユナイテッド・ペンテコステ教会聖書学院併設
- 純福音聖書学院（現、韓世大学）
- ソウル神学大学校聖書学院
- 聖ステファノ・ドミニコ会聖書学院（Ecole Pratique d'Etudes Bibliques）
- ハーベスト聖書塾（福音派:ディスペンセーション主義）
- JTJ宣教神学校　（福音派）
- キリスト聖書神学校 （福音派:改革派神学）

## 参考
- 『矢内原先生の聖書ものがたり 今井館聖書学校 上下巻』（著/矢内原忠雄、編/矢内原伊作)
- 『中田重治伝』（著/阿部義宗）
- 『聖書緒論』聖書図書通信聖書学校（著/尾山令仁、1959年）

## 関連
- 神学校
- ホーリネス和協分離
- 共立基督教研究所
- いと高き方のもとに ... 聖書学校で学生たちに語った説教を妻が筆記したもの
- 聖学院
- 千葉英和高等学校 /過去校名は聖書学院（財団法人聖書農学園 聖書学院、学校法人聖書農学園 聖書学園、学校法人聖書学園）
- 大阪弟子教会
- 各種学校一覧